# Kleinwaltersdorfer Bach
Der Kleinwaltersdorfer Bach ist ein 7,6 km langer linker Zufluss der Freiberger Mulde. Der sächsische Bach gilt als mäßig belastet (GKL II).

## Verlauf
Der umgangssprachlich „Waltersbach“ genannte Bach entspringt im Freiberger Hospitalwald und fließt von dort nach Norden durch den Ortsteil Kleinwaltersdorf. Nach Kleinwaltersdorf schlängelt sich der Kleinwaltersdorfer Bach durch eine Auenlandschaft bis nach Großschirma, wo er in die Freiberger Mulde fließt.
Als Besonderheit ist zu verzeichnen, dass die Kleinwaltersdorfer Einwohner den Waltersbach als „die Bach“ bezeichnen.